# Ракат
Ра́кат — цикл формул, а також молитовних поз і рухів, що складають основу мусульманської молитви. Вимовляються арабською мовою.
В кожну із п'яти обов'язкових денних молитов входить від двох до чотирьох ракатів, додаткова нічна молитва включає до тринадцяти ракатів.
У випадку фізичної неможливості виконання тим, хто молиться, рухів, приписаних традицією, можна обмежитись їхнім повторенням подумки.